# 能坂利雄
能坂 利雄（のうさか としお、1922年9月9日 - 1991年8月1日）は、富山県氷見郡氷見町（現氷見市）生まれの小説家・歴史研究家。書や日本画もよくし、李鷗と号して個展も開いた。日本ペンクラブ会員、日本文芸家協会会員、日本紋章学研究所長。王貞治ははとこに当る（王貞治の母・登美が能坂の祖母の姪という間柄）。

## 略歴
1922年9月9日、富山県氷見郡氷見町に生まれる。能坂が富山新聞に寄稿した自叙伝によれば、早熟な少年だったようで、15歳の時に早くも「吐血」と題する時代小説を「どこかの雑誌」に投稿。さらに富山新聞の前身に当たる越中新聞にも「旅笠街道」という股旅物を投稿。こちらは全5回の連載だったという。
1944年、富山青年師範学校（現富山大学）卒業。同年10月、第1期特別甲種幹部候補生（特甲幹）として前橋陸軍予備士官学校に入校。1945年6月、同校卒業。長野の東部11部隊に配属となり、その地で終戦を迎える。なお、見習い士官時代に「ある出過ぎたことをやって恩賜の軍刀をもらいそこね」たという。
1947年、「特甲幹上がりの将校のホコリをすて」、小説家を志して上京。最初に転がり込んだのは祖母の姪に当たる登美の家だったという。当時、登美は夫・王仕福とともに墨田区吾嬬町で営んでいた中華料理店「五十番」を戦災で失い、同じ墨田区内の押上で店を営んでおり、能坂が転がり込んだのもこの押上の店だった。
その後、杉並区永福町に移り、「せっせと小説を書きはじめた」。当時は「三文雑誌」が創刊ラッシュを迎えており、駆け出しの文士でも結構な稼ぎになったという。「月に四、五本書いて金にすると、実にそう快だった。世の中なんて、腕一本でどうにでもなるもんだ」と、自ら恃むところすこぶる厚く、いわゆるアプレゲールの典型だった。
1949年、雑誌『小説倶楽部』の編集に従事するようになる。発行元である洋洋社（明治時代に雑誌『洋々社談』を発行した「洋々社」とは無関係。「洋々社」は西村茂樹、依田学海、大槻文彦らが参加した学術結社）の社長・吉田吉次は高岡市出身だったこともあって重用され、別会社である光陽社発行の『讀物世界』の編集を兼務。その後、編集局長に起用された。この頃、草野心平、高木健夫、海音寺潮五郎らと親交を結んだ。特に海音寺潮五郎のことは「兄貴」と呼んで文字通り兄事することとなった。
1951年、江戸文化・風俗の研究家で「江戸文化の生き字引」とも評された三田村鳶魚を囲んで江戸文化を学ぶための時代小説家たちの勉強会「矢立会」が設立され、能坂も参加。この勉強会には土師清二、山岡荘八、滝川駿、中沢巠夫、村雨退二郎など、錚々たるメンバーが参加した。
1953年、富山新聞の鍋島大守庵の依頼で同紙夕刊に前田慶次郎を主人公とする「ひょっとこ斎行状記 倶利伽羅地獄」を連載（1953年11月24日〜1954年7月23日）。大好評を博し、NHK富山放送局でラジオドラマ化された。さらに東映からも映画化の話があったものの、すったもんだの揚げ句にでき上がったのは「前田慶次郎そっちのけの筋書き」だったという。しかし、「倶利伽羅地獄」がこうしてさまざまな反響を呼んだことから、能坂は「ひょっとこ斎」の仇名を頂戴することになったという。
その後、「倶利伽羅地獄」の好評に目をつけた北陸新聞や北日本新聞も先を争うように能坂に連載を依頼。北日本新聞に連載した「落花三国志」は足掛け4年に及ぶ大長編となった。
1954年、氷見市が1郡1市実現を祝って「氷見音頭」を作ることになり、レコード会社との交渉役に選ばれて上京。「氷見音頭」は作詞・高橋掬太郎、作曲・大村能章で実現。さらに能坂も「有磯小唄」を作詞、花村菊江の唄でレコードのB面に収録された。なお、能坂はその後も山川豊の「鰤の海」、八汐亜矢子の「灘浦慕情」の作詞を手がけている。
1980年、『氷見春秋』が創刊されるとその編集責任者に就任。『小説倶楽部』の編集で培ったノウハウを活かし、「東京発行の一流雑誌にも負けない堂々なる創刊号」を作り上げた。
1985年、氷見市文化功労賞受賞。また1987年には「比叡山延暦寺大古図」を描いて比叡山に奉納。これにより比叡山から法眼位を授けられた。
1991年8月1日、心筋梗塞のため死亡。享年68歳。葬儀には比叡山から大阿闍梨の特別参勤があった。

## 作風・人物
作家でありながら書もよくし、日本画は得意中の得意だった。書は富岡鉄斎流の雄渾な筆致で、日本画は強い線描をもって清麗典雅な彩色を施し、題材は山水・楼閣・静物・古典的人物などなんでもこなした。また14歳の時には父とともに家業の漆芸品で商工展（日展前身）に入選。さらには歌謡曲の作詞も手がけるなど、多才な文化人であった。 
また、能坂は「ひょっとこ斎」の仇名を頂戴するなど、地元ゆかりの前田慶次郎についてよく知る立場にあり、隆慶一郎が前田慶次郎に関する史料集めの一環で氷見に能坂利雄を訪ねたことを『一夢庵風流記』のあとがきに書いている。

## 書籍
- 『如意雑考』（高岡市教育委員会）
- 『丸髷祭縁起考』（丸髷祭保存会）
- 『日本史の原像』（新人物往来社）
- 『北陸の剣豪』（北国出版社）
- 『家系と家紋』（新人物往来社）
- 『北陸の騒動』（北国出版社）
- 『城と城下町』（山と渓谷社）
- 『前田一族 加賀百万石の系譜』（新人物往来社）
- 『続城と城下町』（山と渓谷社）
- 『継体天皇の謎』（新人物往来社）
- 『川は見ていた』（巧玄出版）
- 『富山県人』（新人物往来社）
- 『家紋の知識一〇〇』（新人物往来社）
- 『姓氏の知識一〇〇』（新人物往来社）
- 『日本家紋大鑑』（新人物往来社）
- 『北陸古代王朝の謎』（新人物往来社）
- 『戦国前田一族』（新人物往来社）
- 『北陸史二十三の謎』（新人物往来社）
- 『光台閣記』（光台寺）
- 『北陸合戦考』（新人物往来社）
- 『万葉やぶなみの里』（荊波神社奉賛会）
- 『日本家紋総覧』（新人物往来社）
- 『家紋の秘密』（ベストセラーズ）
- 『日本史十八の謎を解く』（新人物往来社）

## 新聞連載
- 「ひょっとこ斎行状記 倶利伽羅地獄」（富山新聞）
- 「編笠時雨」（北陸新聞）
- 「落花三国志」（北日本新聞）
- 「前田利長」（北陸中日新聞）
- 「越中意外史」（北日本新聞）
- 「塚越忠次郎」（北陸中日新聞）
- 「北陸反逆史」（中日新聞）